# Săn bắn chiến phẩm

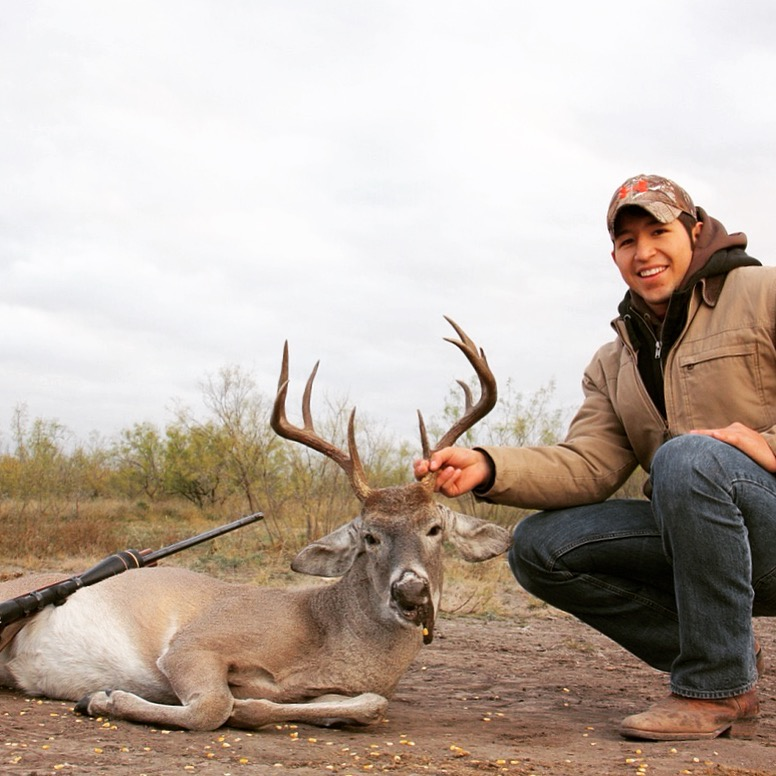
Chiến tích săn bắn là một con hươu

Săn bắn chiến phẩm hay săn tìm chiến phẩm (Trophy hunting) hay săn bắn thể thao (Sport hunting) hay săn bắn giải trí là một hình thức săn bắn động vật với đối tượng săn bắn nhắm vào các loài thú rừng hoang dã, thường sau khi săn được thì một số bộ phận của vật săn bị giết sẽ được người đi săn dùng làm kỷ vật, làm chiến tích săn bắn hay chiến lợi phẩm (Trophy) thường là bộ da, sừng, ngà, nanh, vuốt hoặc cái đầu (thủ cấp) của con vật bị giết, xác thú ít khi được dùng làm thực phẩm vì họ không săn để thịt rừng, nó còn gọi đơn giản là săn bắn động vật lấy chiến lợi phẩm, thú vui thỏa mãn. Quan điểm coi săn bắn động vật theo hình thức thể thao săn thú là một chiến lược bảo tồn còn gặp phải nhiều ý kiến trái chiều.  Giết động vật để giải trí là một hoạt động gây ra nhiều luồng ý kiến trái chiếu về đạo đức. 

## Lợi ích

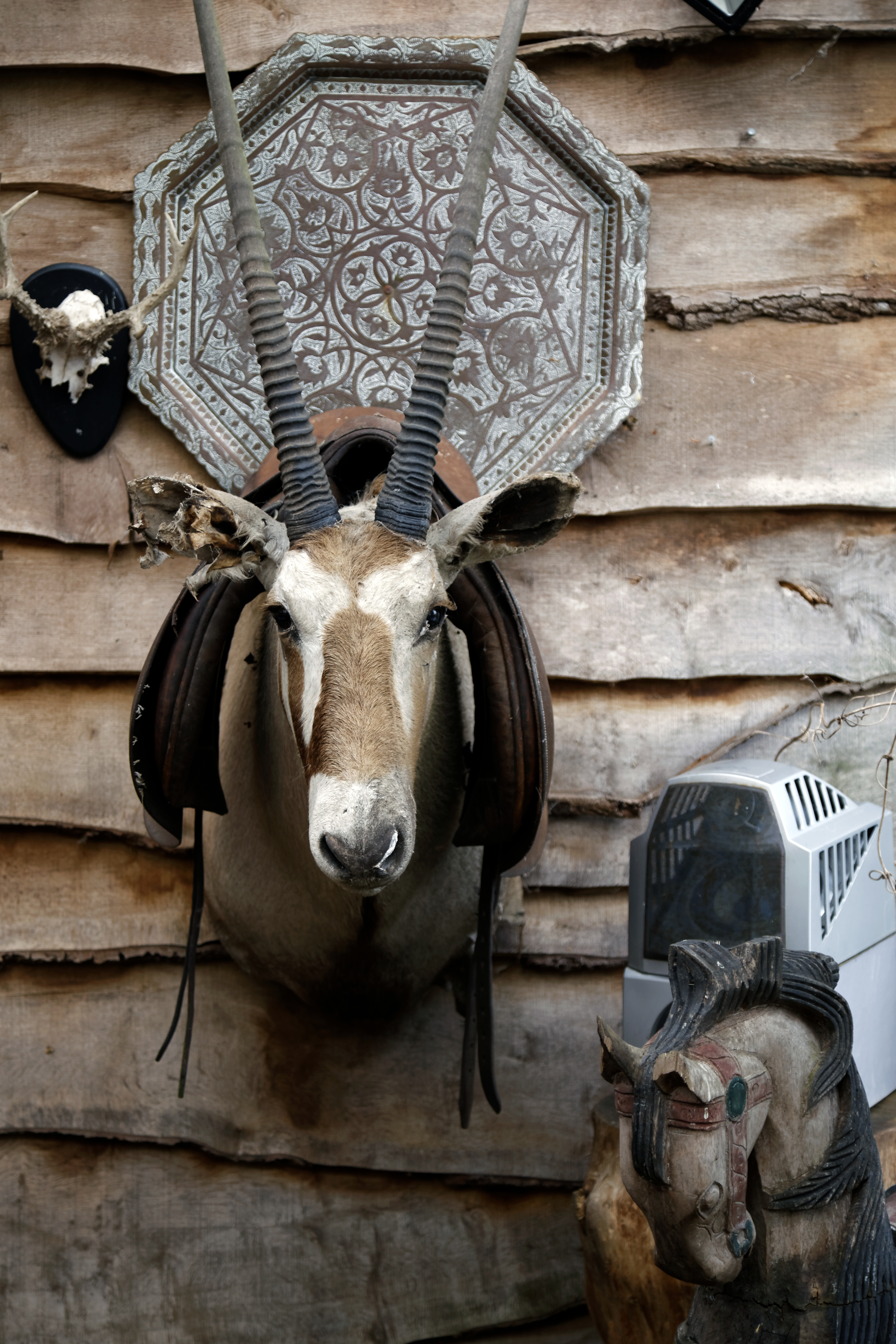
Một chiến tích săn bắn

Ý tưởng sử dụng động vật hoang dã một cách bền vững đã được đề cập trong Công ước đa dạng sinh học – hiệp ước hướng tới phát trển các chiến lược quốc gia trong bảo tồn và sử dụng bền vững đa dạng sinh học. Theo đó, con người được phép thu lợi ích từ động vật với điều kiện không gây ảnh hưởng đến số lượng cá thể và nơi cư trú của chúng. Một số nhà bảo tồn lại luận suy khái niệm “sử dụng bền vững” vào môn thể thao săn thú như là việc CLB Dallas Safari – nơi đấu giá giấy phép săn tê giác đen tại Namibia đã gia nhập Hiệp Hội Bảo tồn Thiên nhiên Quốc tế (IUCN) với số tiền 350.000 USD thu được từ người mua sẽ được chuyển thẳng đến một quỹ bảo tồn tại Nambia.
Việc săn động vật lấy chiến phẩm hiện nay khá phổ biến và tạo nguồn thu nhập. Quỹ Quốc tế vì Phúc lợi Động vật (IFAW) báo cáo rằng từ năm 2004-2014, có tổng cộng 107 quốc gia tham gia vào hoạt động săn động vật lấy chiến phẩm và tại thời điểm đó đã có hơn 200.000 chiến lợi phẩm từ hoạt động săn bắn các loài bị đe dọa đã được giao dịch (cộng thêm 1,7 triệu từ các động vật không bị đe dọa). Bản thân những người săn động vật lấy chiến phẩm trả nhiều tiền để làm những gì họ làm, IFAW cho rằng số tiền lên đến 100.000 USD (khoảng 2,3 tỷ) cho một chuyến đi săn thú lớn trong 21 ngày.
Mozambique và nhiều nước nghèo tại Châu Phi như Nam Phi, Namibia, Angola, Zimbabwe và Tanzania từ lâu đã coi thể thao săn bắn là một cách hỗ trợ tài chính cho hoạt động bảo vệ động vật hoang dã, mặc dù trên thực tế loài tê giác ở Zimbabwe vẫn không thoát khỏi nạn tuyệt chủng vào năm 2013. WB đã từng tài trợ 46 triệu USD cho Mozambique một trong những quốc gia nghèo nhất thế giới để phát triển du lịch và xóa đói giảm nghèo, trong đó 700.000 USD được dành riêng cho môn thể thao săn voi và sư tử, theo đó, nếu có thể kiểm soát hợp lý và chia sẻ lợi ích với những cộng đồng trong và quanh khu vực vườn quốc gia, thể thao săn thú sẽ là một công cụ quan trọng giúp quản trị bền vững khu bảo tồn và tài nguyên thiên nhiên.
Săn bắt chiến lợi phẩm ngày càng được nói đến như là một chiến lược bảo tồn động vật hoang dã mang tính khả thi, với một diện tích đất lớn được bảo tồn để săn bắn ở các nước châu Phi cận Sahara hơn là dành cho các vườn quốc gia. Nhiều tổ chức bảo tồn đã ủng hộ hoạt động này, WWF cho rằng trong một số trường hợp được hạn chế và kiểm soát nghiêm ngặt, kể cả đối với các loài bị đe doạ, bằng chứng khoa học cho thấy việc săn bắt chiến lợi phẩm có thể là một công cụ bảo tồn có hiệu quả như là một phần trong hàng loạt các chiến lược, sẽ là một trường hợp tốt khi có một cuộc săn bắn chiến lợi phẩm được quản lý chặt chẽ, điều này rất có lợi trong việc bảo tồn.
Những người ủng hộ săn động vật lấy chiến phẩm bao gồm các tổ chức bảo tồn lớn như Liên minh Bảo tồn Thiên nhiên quốc tế (IUCN) và Quỹ Bảo vệ Thiên nhiên thế giới (WWF) cho rằng săn bắt động vật hoang dã có thể mang lại những lợi ích sinh thái to lớn, việc săn động vật lấy chiến phẩm được quản lý tốt là một công cụ bảo tồn hiệu quả và có thể giúp đỡ cộng đồng địa phương một phần vào việc tạo ra thu nhập đáng kể từ những người săn động vật lấy chiến phẩm, mà theo đó, phần tiền này được cho là sẽ được tái đầu tư vào các hoạt động bảo tồn. Ý tưởng chung là một số động vật thường là có nguy cơ tuyệt chủng sẽ phải bị hy sinh vì lợi ích lớn hơn của sự sinh tồn và đa dạng sinh học của loài.
Các cộng đồng địa phương cũng được hưởng lợi tài chính từ việc bảo vệ quần thể động vật thay vì coi chúng là mối đe dọa và có thể có công việc ở các công ty điều hành hoạt động săn động vật lấy chiến lợi phẩm, cung cấp nơi lưu trú và bán hàng hóa. Thật vậy, nghiên cứu về săn động vật lấy chiến lợi phẩm cho thấy nó có thể tạo ra lợi ích tài chính đáng kể, có khả năng được các cộng đồng địa phương ủng hộ và có thể liên quan đến lợi ích bảo tồn. Như vậy, hoạt động này mang lại nguồn thu nhập cho quốc gia cho phép hoạt động này. Tiền thu nhập từ hoạt động này được tái đầu tư cho bảo tồn các loài vật nói, đồng thời người dân địa phương có việc làm từ việc làm thuê cho các hoạt động kinh doanh này.

## Chỉ trích
Nhiều ý kiến khác cho rằng lợi nhuận từ ngành thể thao săn thú không đủ tạo động lực cho các cộng đồng nghèo, đặc biệt trong bối cảnh tham nhũng ở một số quốc gia. Theo Quỹ Quốc tế cho Phúc lợi Động vật (IFAW), trước tình trạng săn bắn trái phép nghiêm trọng như hiện nay, những tổ chức như WB nên nhận thức rằng giết hại động vật là một hành động sai trái, phi đạo đức và không thể được coi là bảo tồn và núp dưới danh nghĩa bảo tồn. Khi nhận định giá trị lớn nhất của một loài sinh vật là những cái xác chiến lợi phẩm hay các bộ phận của chúng, thì việc bảo vệ giống loài ấy khỏi các tay săn trộm là điều không thể. Theo khảo sát của Hiệp hội Bảo tồn Động vật hoang dã (WCS), trong khoảng thời gian 2009-2014, thời điểm chính quyền Mozambique cho phép săn bắn thể thao thì số lượng voi đã giảm từ khoảng 20.000 xuống chỉ còn 10.300 cá thể. 

### Giảm nguồn gen

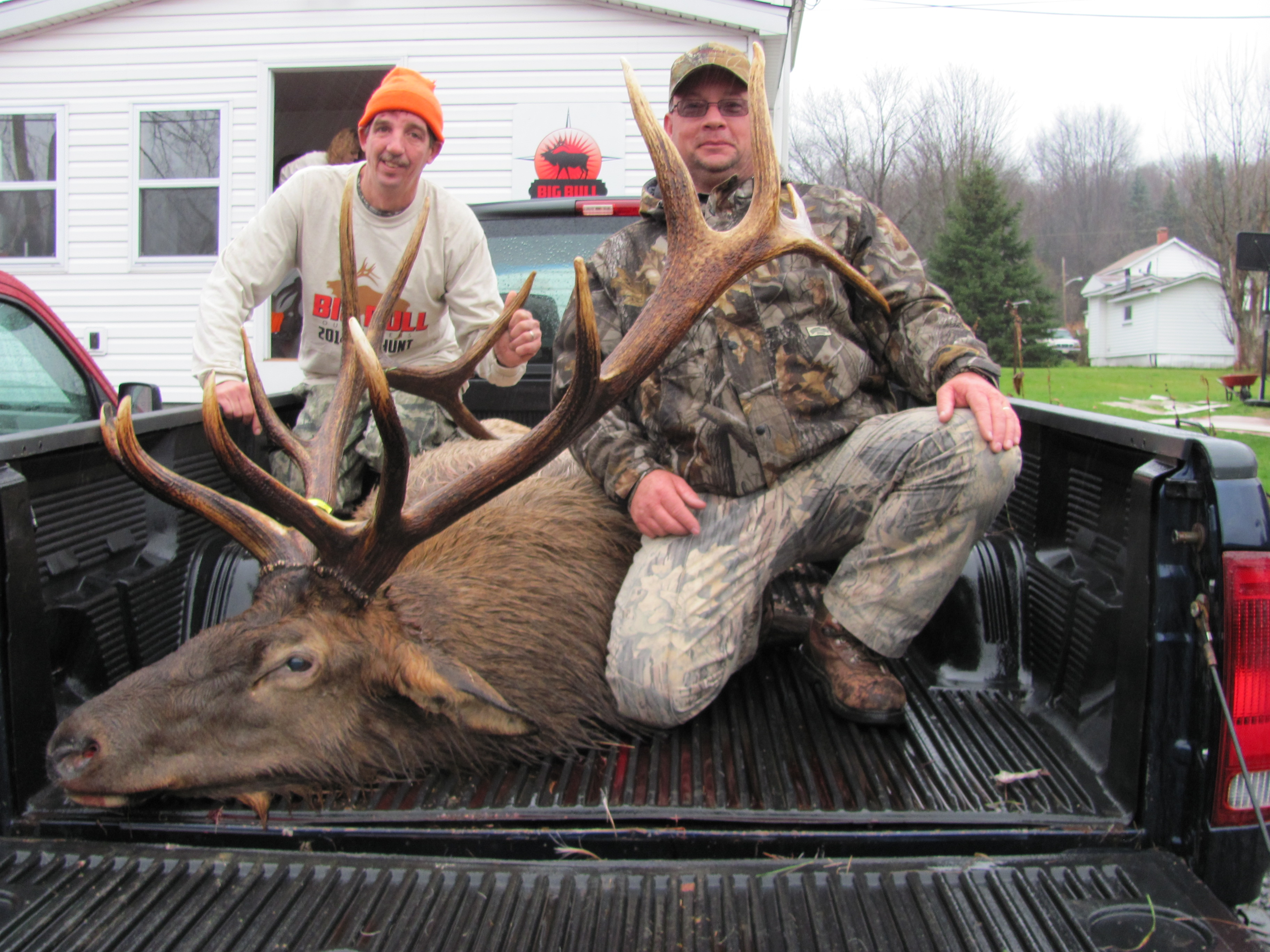
Một con nai với gạc lớn đã bị bắn hạ

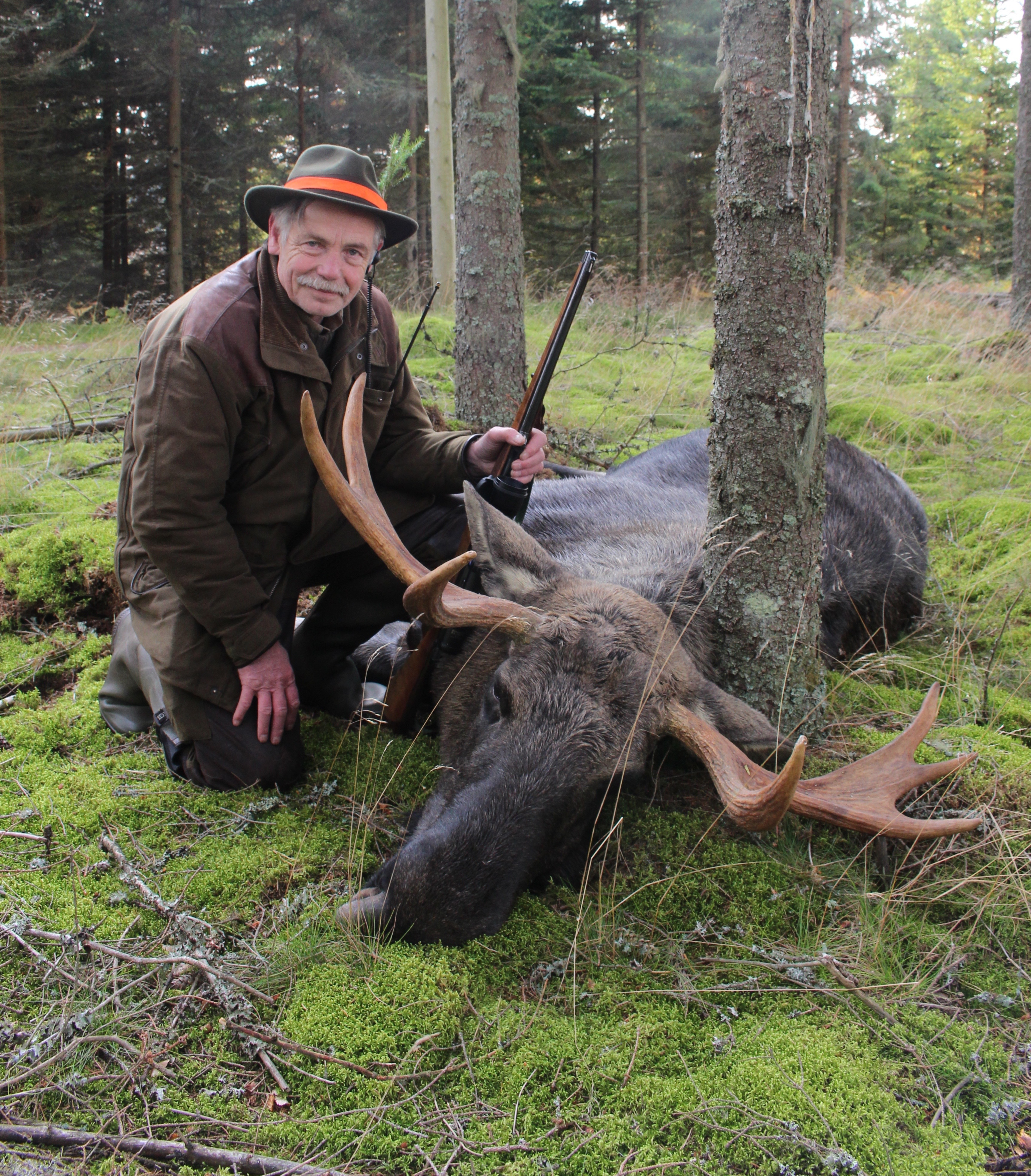
Một thợ săn hươu với chiến phẩm của mình

Khi thợ săn giết các động vật để khoe chiến tích, họ thường nhắm mục tiêu đến những cá thể to lớn nhất, khỏe mạnh nhất và tốt nhất nhưng những cá thể này không chỉ có giá trị đối với những ai muốn trưng bày đầu chúng trên tường mà các con đực với gạc, sừng và ngà to nhất thì đồng thời lại có nguồn gien chất lượng cao (giống tốt), do đó loại bỏ những cá thể sung sức đó ra khỏi quần thể có thể là thảm họa. Tầm quan trọng của động vật như vậy đối với quần thể rộng lớn hơn đặt ra nghi vấn về một số cuộc săn bắt được thực hiện dưới biểu ngữ bảo tồn vì thực chất là đã giảm đa dạng nguồn gen.
Những cái gạc lớn hoặc đồ trang trí khác có liên quan đến chất lượng di truyền của cá thể mang chúng. Cặp ngà to lớn của voi, hoặc một cái bờm lớn màu đen của sư tử không chỉ ám chỉ trạng thái, chúng còn cho thấy những con vật đó có khả năng thu thập nguồn lực, để phát triển tốt và khỏe mạnh, vì chúng có bộ gen chất lượng cao và liệu sự suy giảm chất lượng di truyền có thể là vấn đề nghiêm trọng. Người ta thường cho rằng khai thác chọn lọc dưới hình thức săn bắn chiến lợi phẩm không làm hại nghiêm trọng đến các quần thể, vì nó chỉ liên quan đến việc di dời một vài cá nhân và chỉ nhắm tới con đực. Con đực có xu hướng có các đặc điểm mà thợ săn tìm kiếm, và người ta thường nghĩ rằng con cái sẽ luôn luôn có thể tìm được bạn tình sẵn sàng.
Việc khai thác có chọn lọc có thể là một vấn đề đặc biệt khi động vật đang trải qua những căng thẳng về môi trường. Khi quần thể bị buộc phải thích ứng để đáp ứng với môi trường thay đổi, việc loại bỏ các cá nhân chất lượng cao nhất có thể dẫn đến kết quả thảm khốc. Quần thể không thể thích ứng và có nguy cơ bị tuyệt chủng. Các môi trường sống như sa mạc châu Phi, nơi có rất nhiều cuộc săn bắn chiến lợi phẩm diễn ra, cũng là nơi rất dễ bị ảnh hưởng bởi sự biến đổi khí hậu. Sự tập trung đáng tiếc của các tổ chức như Safari Club International có thể ngăn cản các hoạt động săn bắn chiến lợi phẩm được quản lý tốt vì những gã thợ săn này chủ yếu tập trung vào những con vật có sừng hoặc gạc lớn nhất, hay những con sư tử với những cái bờm đen to lớn.

### Đánh đổi kinh tế
Nhưng dữ liệu đáng tin cậy về những lợi ích kinh tế mang lại cho quốc gia được viếng thăm vẫn còn hạn chế và gây tranh cãi. Nhưng vẫn chưa rõ chính xác những tình huống săn động vật lấy chiến phẩm nào tạo ra lợi ích bảo tồn có giá trị. Không thể giả định rằng một chương trình hoạt động ở một quốc gia, nhắm đến một loài, trong một vài tình huống cụ thể, có thể áp dụng cho tất cả các loài và tất cả các địa điểm khác. Liệu có đảm bảo được tiền đó được đầu tư lại vào công tác bảo tồn hay không trong bối cảnh một số quốc gia châu Phi không thể kiểm soát nạn tham nhũng và quản lý rất kém.
Ngoài ra, những lợi ích được cho là có thật của săn động vật lấy chiến phẩm phụ thuộc vào sự quản lý bền vững, đầu tư lợi nhuận và sự tham gia của cộng đồng địa phương. Người đân địa phương có được tham gia vào công tác bảo tồn và đảm bảo sự bền vững, nhận được lợi ích thực sự từ việc này hay không. Với mức độ nạn tham nhũng đã biết và sự quản lý thiếu hiệu quả ở một số quốc gia cho phép săn động vật lấy chiến phẩm, liệu những điều kiện này có được đáp ứng, nếu săn động vật lấy lợi phẩm thực sự rất sinh lợi, có khả năng cao rằng lợi nhuận sẽ chảy vào túi của người giàu, thường là các quan chức và người điều hành, có thể là người nước ngoài chứ không phải người dân địa phương.
Mặc dù môn thể thao săn thú được cho rằng sẽ giúp tăng thêm nguồn thu từ du lịch kể trên, cho đến nay, vẫn chưa hề có một nghiên cứu toàn diện nào tính toán lợi nhuận và chứng minh ngành này có thể đem lại lợi ích rõ rệt cho những cộng đồng sống nơi đây. Và quan trọng hơn, bao nhiêu trong số tổng lợi ích sẽ đến được tận tay người dân địa phương sau khi đã qua tay chính quyền. Với tài trợ từ Ngân hàng Thế giới, mỗi năm Mozambique phát hành 80 giấy phép săn voi với đơn giá 11.000 USD, và 55-60 giấy phép săn sư tử với đơn giá 4.000 USD. Thế nhưng, cộng đồng quanh khu bảo tồn chỉ nhận được 20% lợi nhuận, phần còn lại chảy vào túi chính quyền Mozambique.

### Ngược đãi động vật

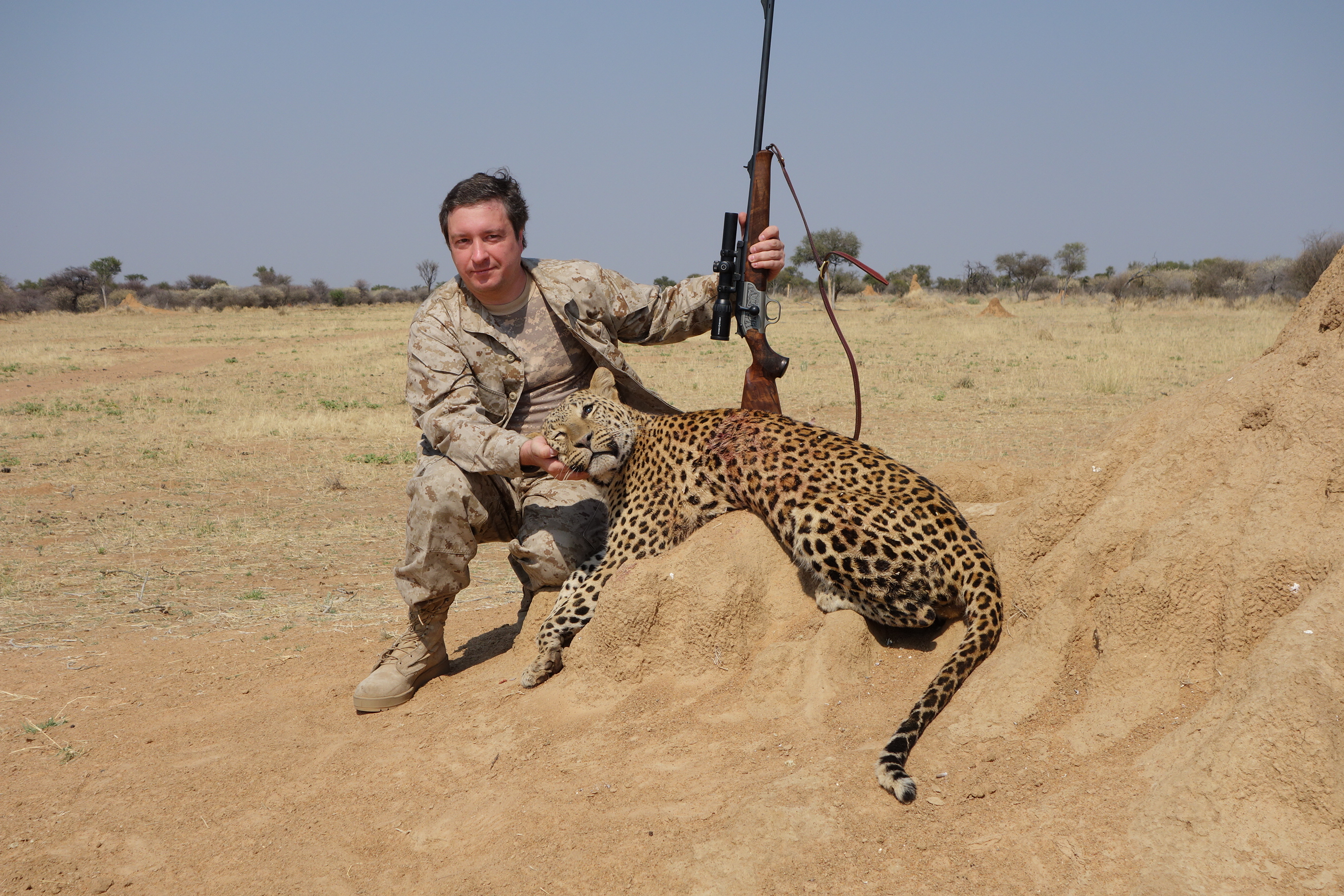
Một con báo bị bắn chết trong một chuyến săn bắn chiến tích ở Namibia

Nó cũng có thể là một vấn đề rất xúc động, với những trường hợp gây nhiều sự chú ý như cái chết của sư tử Cecil đã phủ sóng truyền thông toàn cầu và gây ra phản đối dữ dội. Thậm chí còn có những lời kêu gọi buộc tội người bắn con sư tử này săn bắn trái phép. Cái chết và sự chịu đựng của động vật đã đưa đến câu hỏi về đạo đức, ngay cả khi có bằng chứng thuyết phục rằng săn động vật lấy chiến phẩm có thể mang lại lợi ích bảo tồn, thì việc gây ra cái chết và sự đau khổ ở những cá thể động vật để cứu một loài là không hợp lý.
Có chung góc nhìn với nhiều nhà nghiên cứu tội phạm về thiên nhiên, có cách tiếp cận công bằng đối với việc nghiên cứu các tội ác liên quan đến môi trường và động vật. Bảo tồn liên quan đến đa dạng sinh học và quần thể động vật. Đối lập điều này với quan điểm công bằng về quyền động vật hoặc công bằng về loài, theo đó thay vì tập trung vào các quyền có lợi cho con người hơn tất cả các loài khác, lợi ích và quyền nội tại của các cá thể và các nhóm động vật được xem xét. Từ quan điểm này, săn động vật lấy chiến phẩm được coi là gây hại.
Việc này đã gây ra nỗi đau ở động vật hoang dã, sự sợ hãi, chịu đựng và cái chết cho động vật. Thêm vào đó là sự đau buồn ở động vật hoang dã, thương tiếc và rạn nứt của các nhóm gia đình hoặc cấu trúc bầy đàn xã hội bị ảnh hưởng như voi, cá voi, động vật linh trưởng và hươu cao cổ. Sau khi cân nhắc những điều này, săn động vật lấy chiến phẩm được xem là tội phạm môi trường. Cho phép săn động vật lấy chiến phẩm cũng duy trì quan niệm rằng động vật ít quan trọng và thấp bé hơn con người. Điều này biến động vật hoang dã thành một loại hàng hóa, hơn là những động vật sống độc lập, có cảm giác chúng nên được xem là những nạn nhân của tội ác này.
Quan điểm duy con người là một quan điểm xem con người quan trọng hơn tất thảy động vật và có quyền cư xử với loài vật theo cách của loài người cũng tạo điều kiện và làm bình thường hóa sự khai thác động vật hoang dã, ngược đãi động vật, đối xử tàn ác với động vật và giết chóc động vật. Các hoạt động khai thác động vật và tội phạm buôn bán động vật hoang dã như thực tế nêu trên tạo ra tiền bạc do đó, hành động này là không đạo đức, gây ra đau đớn, sợ hãi, chịu đựng và cái chết cho một số cá thể để cứu lấy các loài khác. Đồng thời, nó chỉ tập trung vào lợi ích của con người và xem động vật thấp bé hơn con người, chưa phù hợp với quan điểm của một số tổ chức bảo vệ quyền động vật hiện nay.

### Buôn bán động vật
Các tác động có hại có thể được nhìn thấy trong canh tác thâm canh, công viên đại dương và săn bắn đóng hộp, tức là việc nuôi sư tử trong môi trường nuôi nhốt, đánh thuốc chúng và để người săn tự do bắn con vật khi con vật không thể chạy trốn. Có khoảng 8000-12.000 con sư tử hiện đang bị nhốt trong khoảng 300 trung tâm nuôi nhốt trên khắp Nam Phi. Nhiều con sẽ bị đưa vào khu vực có rào chắn và bị bắn chết bởi các thợ săn trả tiền để vào săn bắn (trophy hunter), dịch vụ này được gọi là Săn bắn sư tử nuôi nhốt (Canned Hunting hay Canned hunt). Sau khi bị bắn chết, những người chủ nuôi sẽ bán xương của chúng cho những thương nhân Đông Á.
Trong năm 2017, khoảng 91% số bộ xương sư tử xuất khẩu nguyên đầu (những con không bị thợ săn bắn chết vì thông thường thợ săn sẽ mang đầu con vật về như một chiến tích). Ban đầu việc buôn bán xương cốt chỉ là nguồn thu phụ sau dịch vụ săn bắn sư tử nuôi nhốt nhưng gần đây xương cốt sư tử đã trở thành sản phẩm chính để thay thế cho xương hổ (cao hổ cốt). Những nhà vận động cho biết xu hướng này đã bắt đầu từ năm 2008, những bộ xương được lấy từ những con sư tử bị bắn chết trong dịch vụ săn bắn sư tử nuôi nhốt. Thị trường chính lúc ấy là Mỹ nhưng sau đó đã giảm mạnh trong những năm gần đây sau khi Washington cấm nhập khẩu những mặt hàng chiến lợi phẩm. 

## Giải pháp
Các cộng đồng địa phương cần phải tham gia vào các quyết định về bảo tồn và quản lý đất đai, nhưng không phải trả giá bằng các loài động vật có nguy cơ tuyệt chủng hoặc các cá thể động vật bị săn bắn vì thể thao. Các phương pháp bảo tồn thay thế khác có thể là du lịch chụp ảnh thay vì du lịch săn bắn, và cần ủng hộ các kế hoạch giảm xung đột giữa người và động vật. Đồng thời, vẫn kiếm được thu nhập bảo tồn đáng kể mà không phải dùng đến săn động vật lấy chiến phẩm. Theo Tổ chức Du lịch Thế giới thuộc Liên Hợp Quốc (UNWTO), 80% lợi nhuận hàng năm của ngành du lịch đến từ những hoạt động “không đổ máu thú” như: dã ngoại, ngắm chim, leo núi, lặn biển và du lịch thám hiểm. Riêng ở Mozambique, lợi nhuận từ du lịch thám hiểm thiên nhiên hoang dã năm 2013 lên tới 3 triệu USD, tăng gấp 3 lần so với năm 2012.
Vì vậy, các chính phủ trên thế giới nên đưa ra các lệnh cấm nhập khẩu chiến lợi phẩm, cùng với đó là ủng hộ các phát triển thay thế mang tính đạo đức, có lợi cho cả động vật hoang dã và cộng đồng địa phương. Cấm săn động vật vì chiến phẩm sẽ mang lại động lực cần thiết để phát triển các phương pháp bảo tồn sáng tạo để bảo vệ động vật hoang dã và sự đồng tồn tại của động vật và con người. Chính phủ Anh tuyên bố họ đang xem xét việc cấm buôn bán chiến lợi phẩm từ các loài có nguy cơ tuyệt chủng và mang các chiến lợi phẩm này về lại Anh là vi phạm pháp luật, việc ủng hộ nó là sự ủng hộ tội ác chống một số động vật hoang dã dễ bị tổn thương nhất thế giới. Cấm săn động vật vì chiến phẩm, cấm nhập khẩu chiến lợi phẩm, chiến tích săn bắn sẽ mang lại động lực cần thiết để phát triển các phương pháp bảo tồn sáng tạo. Botswana và Kenya đã ra quyết định cấm những cuộc săn thú quy mô lớn trước tình trạng suy giảm số lượng voi và động vật ở hai quốc gia này.
Tháng 4 năm 2014, Cơ quan Dịch vụ về cá và động vật hoang dã Hoa Kỳ (USFWS) đã thông báo tạm ngưng nhập khẩu voi bị bắn hạ trong trò săn thú từ Zimbabwe và Tanzania do lo ngại trước sự suy giảm đáng kể số lượng voi ở 2 quốc gia này. USFWS khẳng định trò săn thú ở Zimbabwe và Tanzania không bền vững và không đóng góp vào nỗ lực phục hồi số lượng các loài động vật. Cùng lúc đó, Úc cũng đã ra lệnh cấm nhập khẩu xác sư tử, trong khi Liên minh Châu Âu EU vừa ban bố thêm lệnh cấm nghiêm ngặt hơn đối với nhập khẩu một số loại thú lớn. Gần đây, hàng loạt hãng hàng không và doanh nghiệp vận chuyển quốc tế, bao gồm South African Airways và Air Emirates, Air France, KLM, Singapore Airways, Quantas, Lufthansa Cargo, British Airways và Iberia Airlines đã lần lượt tuyên bố không vận chuyển xác hổ, voi, tê giác và nhiều loại động vật lớn khác.